# Gangnam-gu

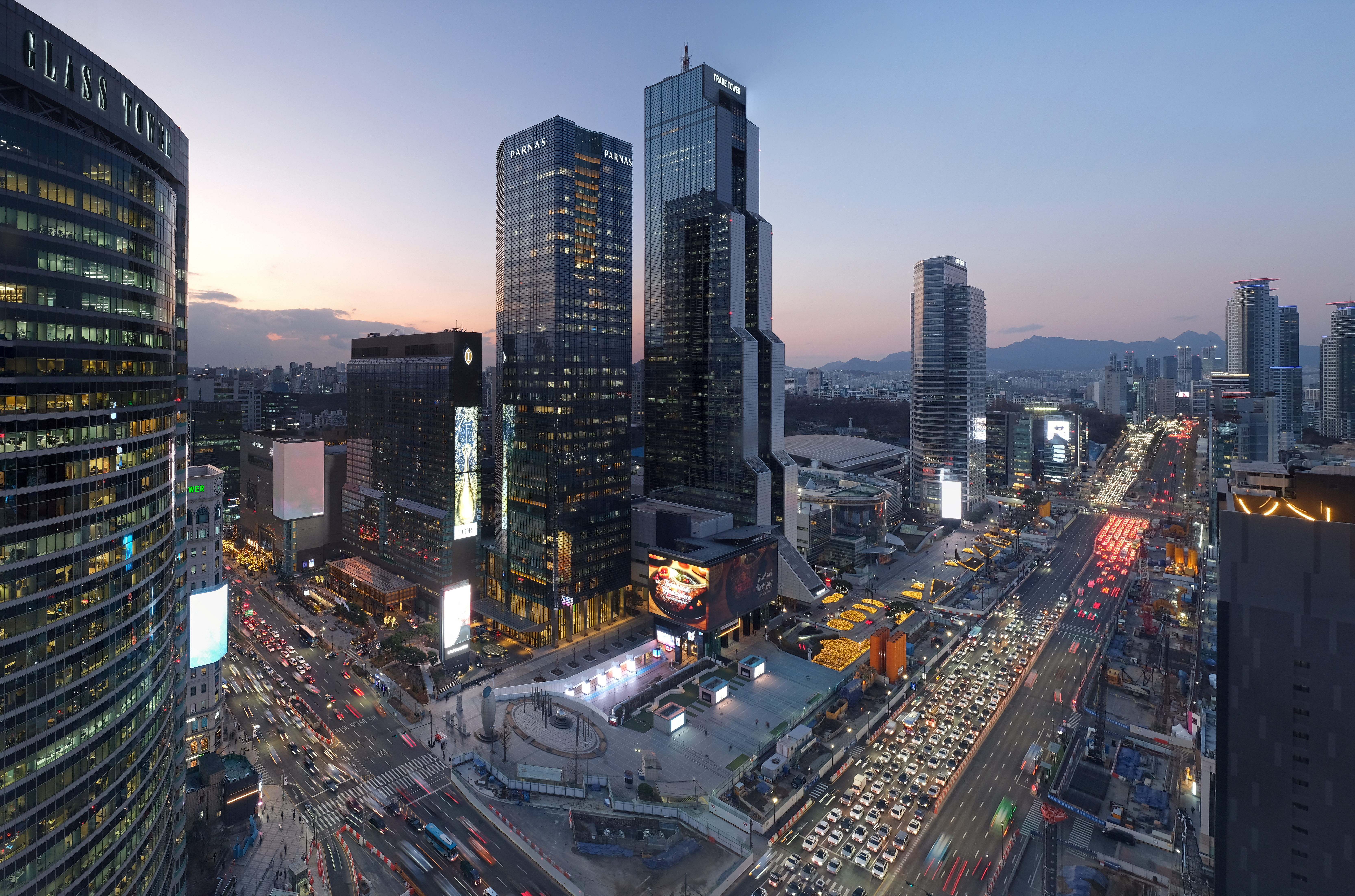
Die Teheran-ro in Gangnam-gu

Gangnam-gu (koreanisch 강남구, Hanja 江南區, selten Kangnam-ku geschrieben) ist einer der 25 Stadtbezirke Seouls und liegt südlich des Han-Flusses (강 gang, „Fluss“, 남 nam, „Süden“). Es ist ein sehr wohlhabender Stadtteil und die wohlhabendste Gegend in ganz Südkorea. Auf einer Fläche von 39,5 km² leben 540.148 Einwohner.
Gemeinhin bezeichnet das Gebiet Gangnam die heutigen Bezirke Gangnam-gu, Seocho-gu und Songpa-gu. Vor der Besiedlung des Gebiets wurde es vorwiegend Yeongdong (영동/永東) genannt, was östlich von Yeongdeungpo bedeutet. Gangnam-gu liegt zwischen Seocho-gu und Songpa-gu. Im Süden grenzt Gangnam an Seongnam.
In die Popkultur fand der Stadtbezirk Eingang durch das Lied Gangnam Style des Sängers Psy, in dem er unter anderem den Geltungskonsum der Bürger Gangnams parodiert.

## Bezirke
Gangnam ist in 26 Verwaltungsbezirke unterteilt:
- Apgujeong-dong
- Cheongdam-dong
- Daechi 1-dong
- Daechi 2-dong
- Daechi 4-dong
- Dogok 1-dong
- Dogok 2-dong
- Gaepo 1-dong
- Gaepo 2-dong
- Gaepo 4-dong
- Irwon 1-dong
- Irwon 2-dong
- Irwonbon-dong
- Nonhyeon 1-dong
- Nonhyeon 2-dong
- Samseong 1-dong
- Samseong 2-dong
- Segok-dong
- Sinsa-dong
- Suseo-dong
- Yeoksam 1-dong
- Yeoksam 2-dong

## Geschichte
Zur Zeit der Joseon-Dynastie und bis hinein ins Jahr 1963 gehörte das Land, wo sich der heutige Stadtteil Gangnam befindet, zu den Landkreisen Gwangju-gun und Gwacheon-gun in der Provinz Gyeonggi. Das Gebiet wurde landwirtschaftlich genutzt für den Anbau von Kohl und Birnen. 1963 wurde das Land der Stadtadministration von Seoul unterstellt. Durch die rapide Industrialisierung erlebte Seoul ein rasantes Bevölkerungswachstum. Während die Stadt 1953 noch eine Million Einwohner hatte, waren es 1960 2,45 Millionen. Zu dieser Zeit gab es in Seoul nur zwei Brücken, die über den Hanfluss führten. Daraus resultierten Bestrebungen, südlich des Flusses im Gebiet Gangnam neue Wohnflächen zu bauen. Mit der Fertigstellung der Hanfluss-Brücke (heute Hannam-Brücke) im Jahr 1969 beschleunigte sich der Wohnungsbau südlich des Flusses. 1970 wurde der Gyeongbu Expressway eröffnet, eine Autobahn, die Gangnam mit dem alten Stadtkern verband. Die Stadtregierung Seoul bot verschiedene Anreize für die Entwicklung Gangnams, unter anderem mit Steuerbegünstigungen. 1975 wurde in Gangnam das Express Bus Terminal fertiggestellt. So entwickelte sich der Stadtteil zu einem bedeutenden Verkehrsknoten. Weiterhin wurden das Ministerium für Handel, Industrie und Energie, sowie zahlreiche Schulen nach Gangnam verlagert.

## Wirtschaft
Gangnam-gu ist neben Jung-gu, Jongno-gu, Yongsan-gu und Yeongdeungpo-gu der wichtigste Wirtschaftsbezirk Seouls. Unter anderem sitzen in Gangnam-gu die KEPCO, GS Group, Hyundai Department Store Group, HITEJinro, Hansol, Hankook Tire, GLOVIS, die Korea Zinc Corporation, Dongbu Fire Insurance, Young Poong Group, T’way Airlines und Hankook P&G. POSCO hat eine Niederlassung in Teheran Valley und KT&G betreibt den Kosmo Tower. In Gangnam befinden sich zahlreiche IT- und Internet-Unternehmen, darunter NC Soft und Pandora TV, sowie Unternehmen aus dem Finanz- und Bankensektor. Auch internationale Unternehmen wie Google, IBM und Toyota und AMI haben eine Niederlassung in Gangnam.
Des Weiteren gilt Gangnam-gu als Zentrum des K-Pop. In Gangnam-gu befanden und befinden sich die Unternehmenszentralen von FNC Entertainment, SM Entertainment, JYP Entertainment (bis 2018), Cube Entertainment, Pledis Entertainment, Kakao M (Edam, ehemals LOEN), DSP Media, MBK Entertainment, Nega Network, C-JeS Entertainment, WM Entertainment, NH Media, J. Tune Entertainment, TOP Media, Dreamcatcher Company (früher Happy Face Entertainment), Dream Tea Entertainment, Polaris Entertainment, Jellyfish Entertainment, Stardom Entertainment und weitere.
In Gangnam-gu befinden sich ebenfalls zahlreiche hochpreisige Restaurants und Bars. Diese Konzentration der Gastronomie führt zu einem lebendigen Nachtleben, welches im Song Gangnam Style von Psy thematisiert wird.

## Sehenswürdigkeiten

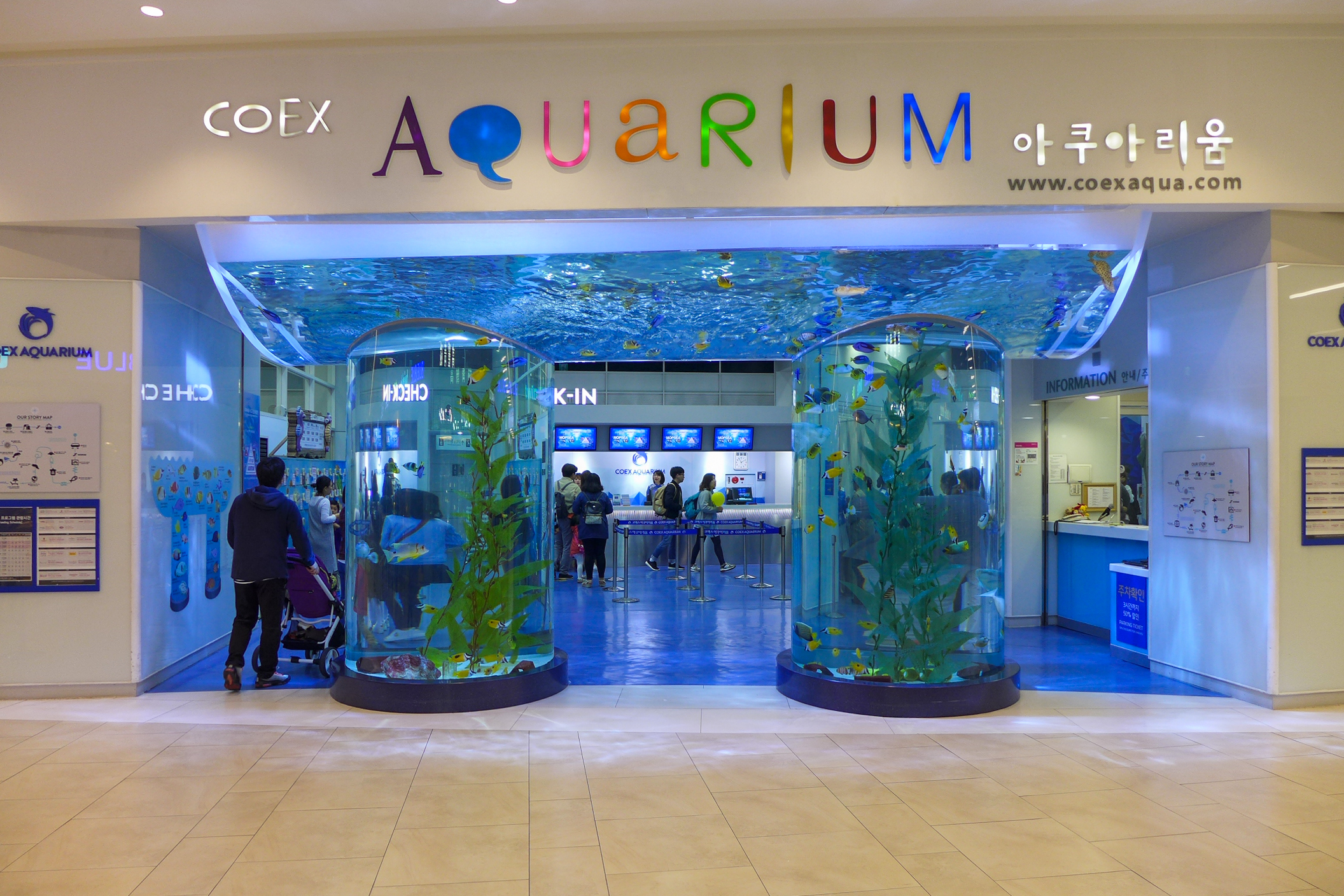
Der Eingang des COEX Aquarium, ein Schauaquarium.

Die bekannte Teheran-ro zählt als Zentrum der Wirtschaft zu den Sehenswürdigkeiten und führt von der Gangnam Station zur Samseong Station und der COEX Mall. Außerdem befinden sich in Gangnam-gu die beliebten Einkaufsstraßen in Apgujeong sowie die Gegend bei der Gangnam Station und die Garosugil. In Cheongdam-dong befinden sich zahlreiche Geschäfte für Luxusmarken. Apgujeong, Garosugil und Cheongdam-dong gelten als Modezentren.
Weitere Sehenswürdigkeiten und touristische Attraktionen sind:
- Bongeunsa
- COEX Mall
- COEX Aquarium
- Dosan-Park
- die Königsgräber Seolleung und Jeongneung
- Kukkiwon
- Metasequoia-Straße
- Simone-Handtaschenmuseum
- Trade Tower
- Yangjaecheon

## Galerie

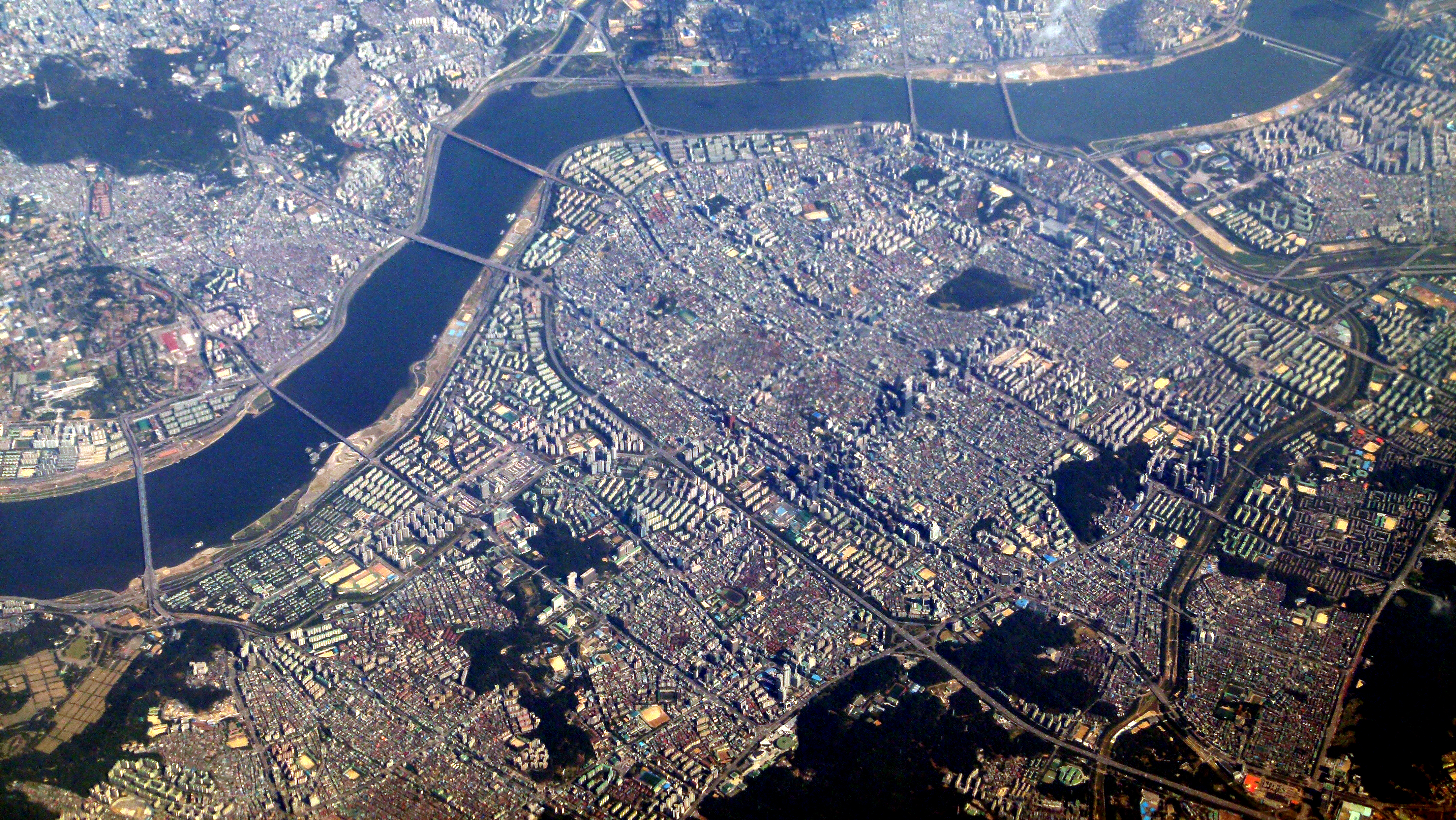
Luftbild von Gangnam-gu und Seocho-gu
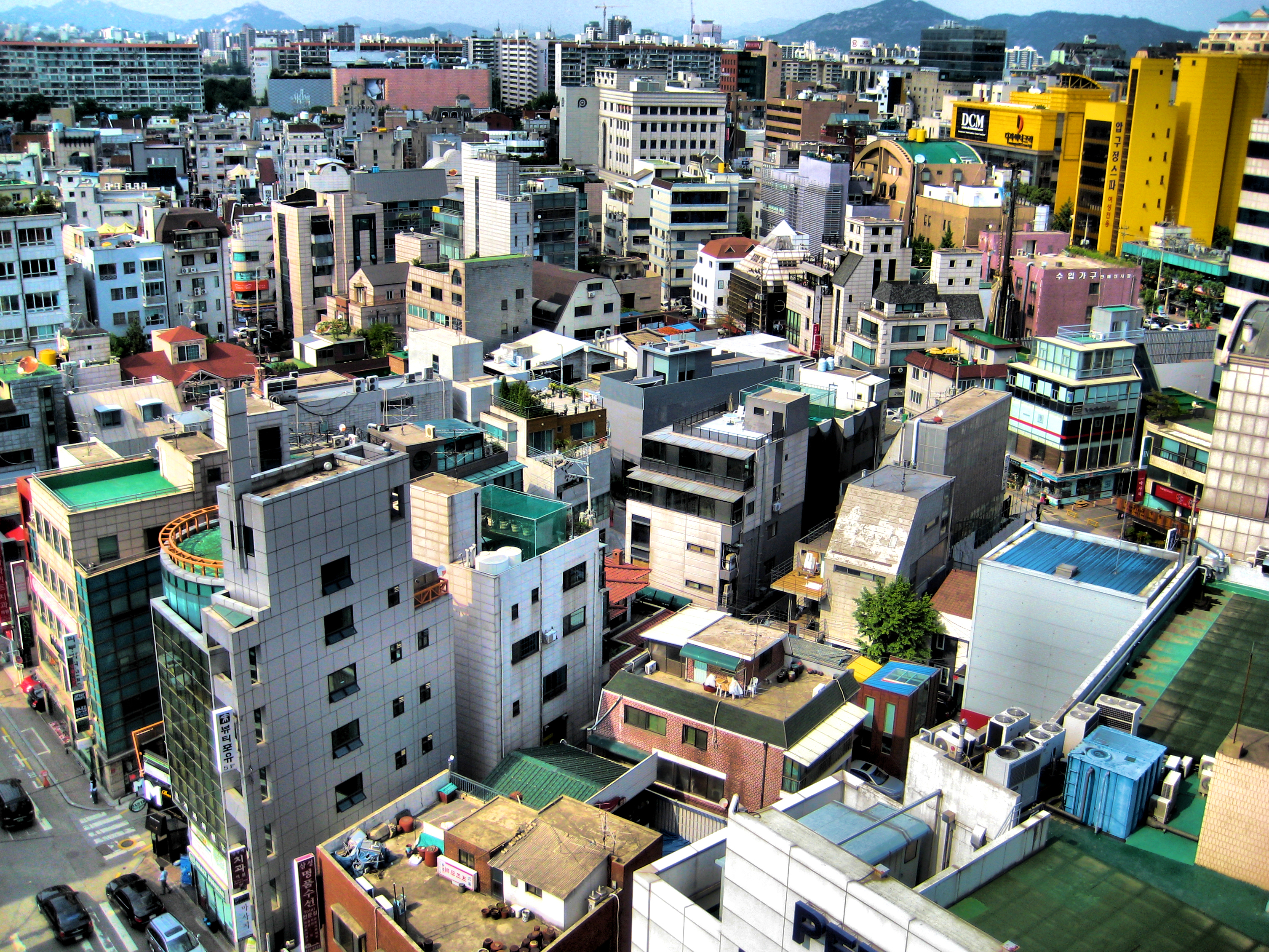
Gangnam
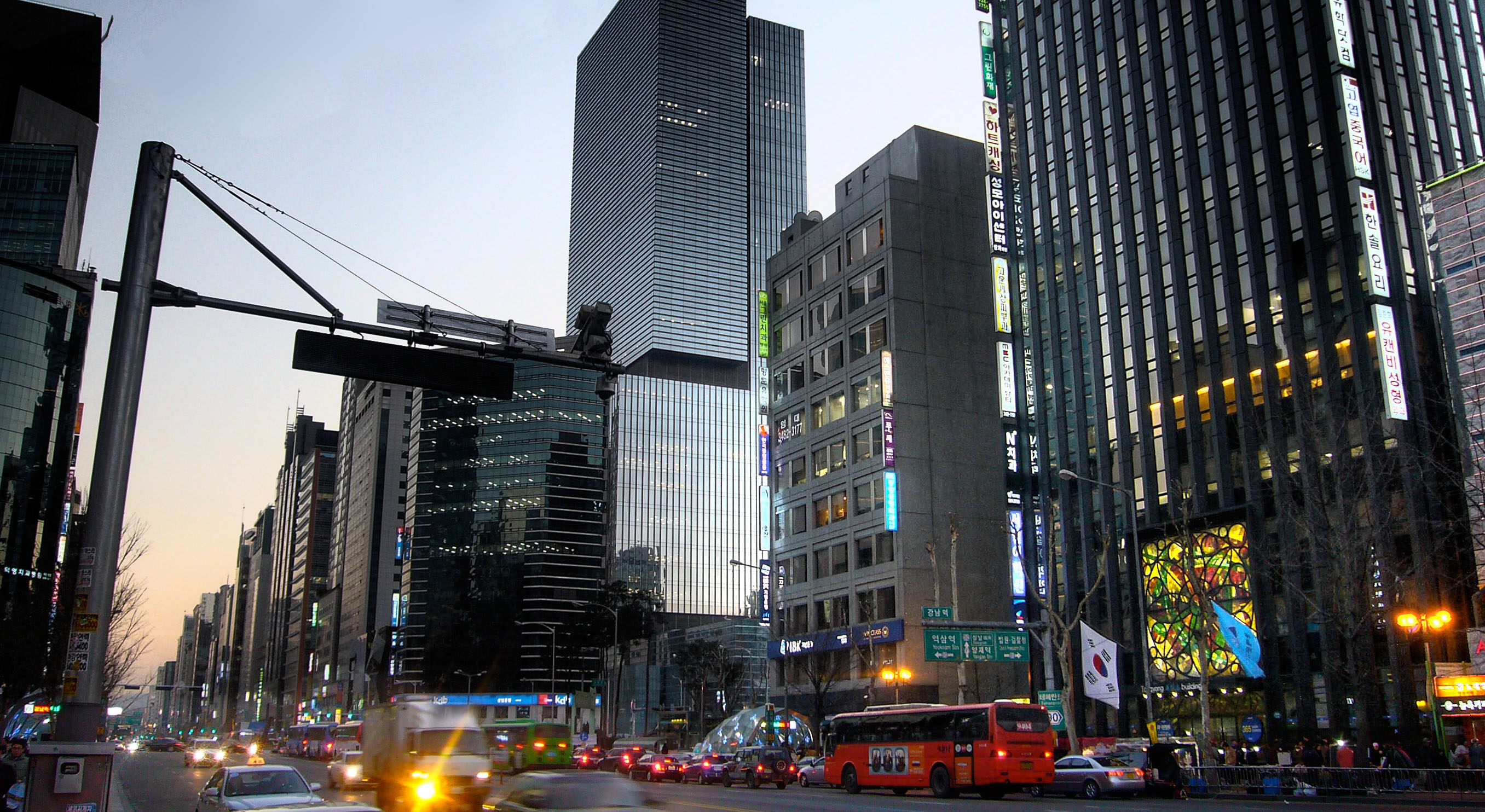
Gegend aus Ausgang der Gangnam-U-Bahn-Station
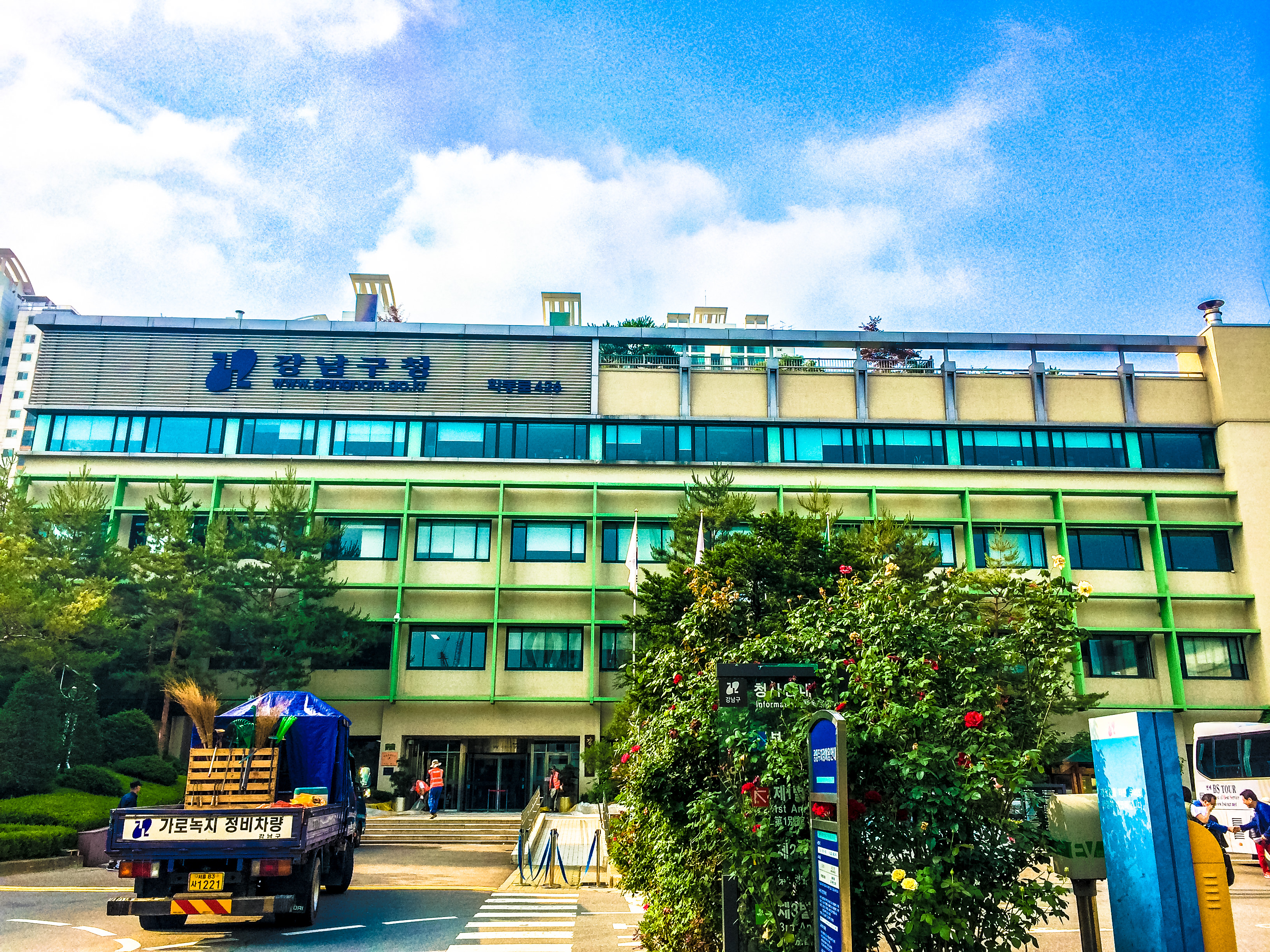
Gangnam-gu Office („Stadtteilverwaltung“)
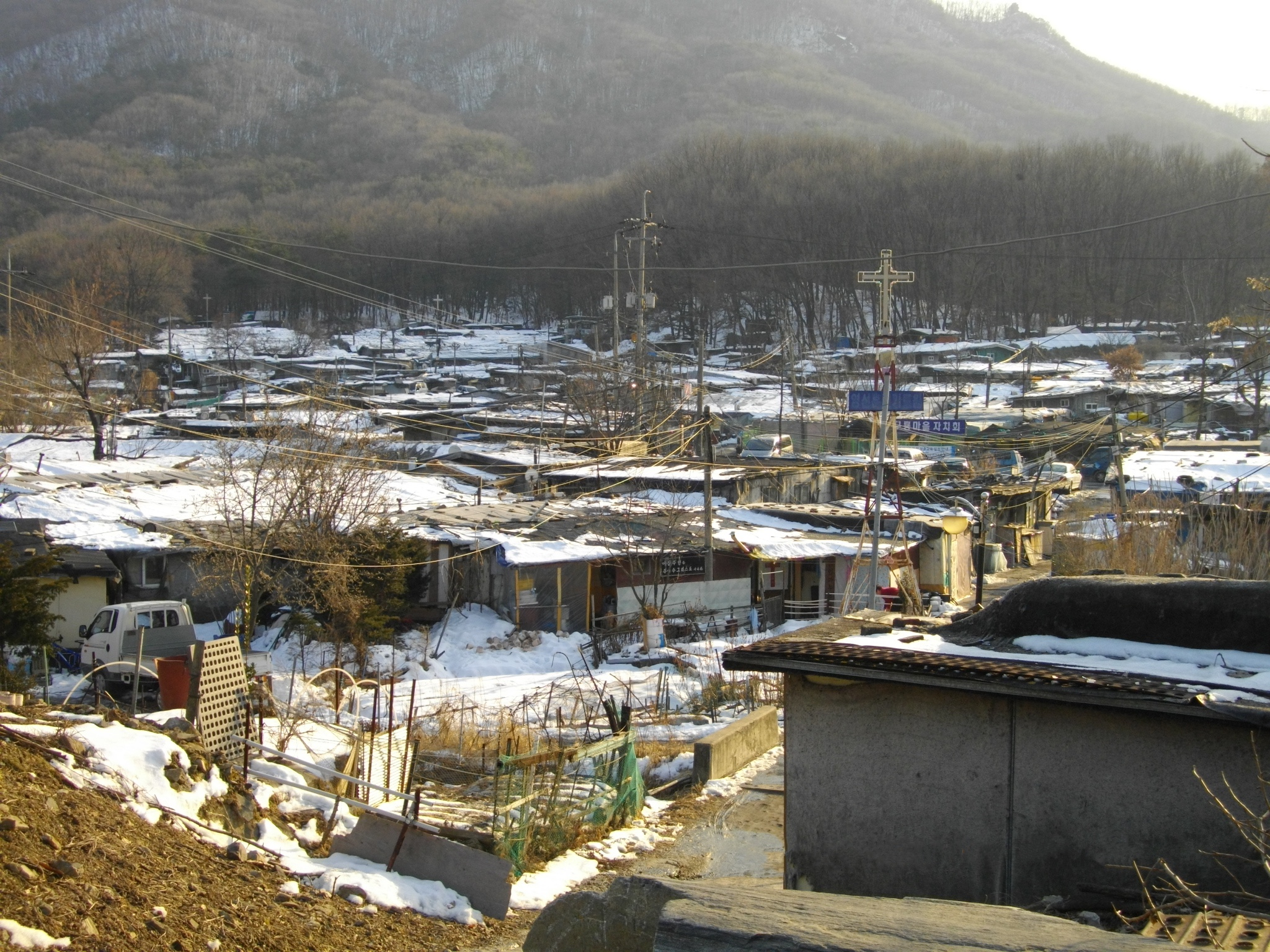
Guryong-Dorf
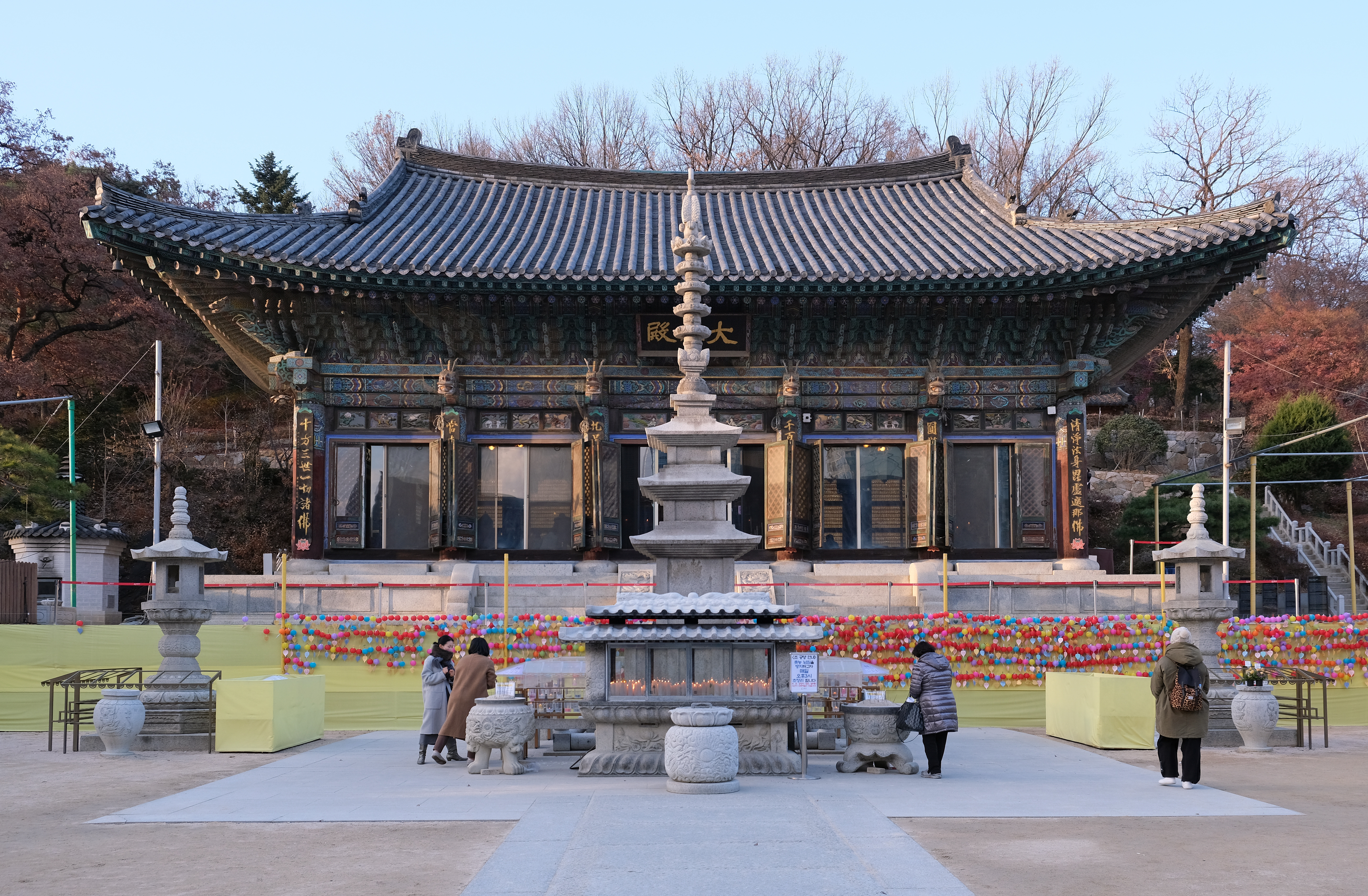
Bongeunsa
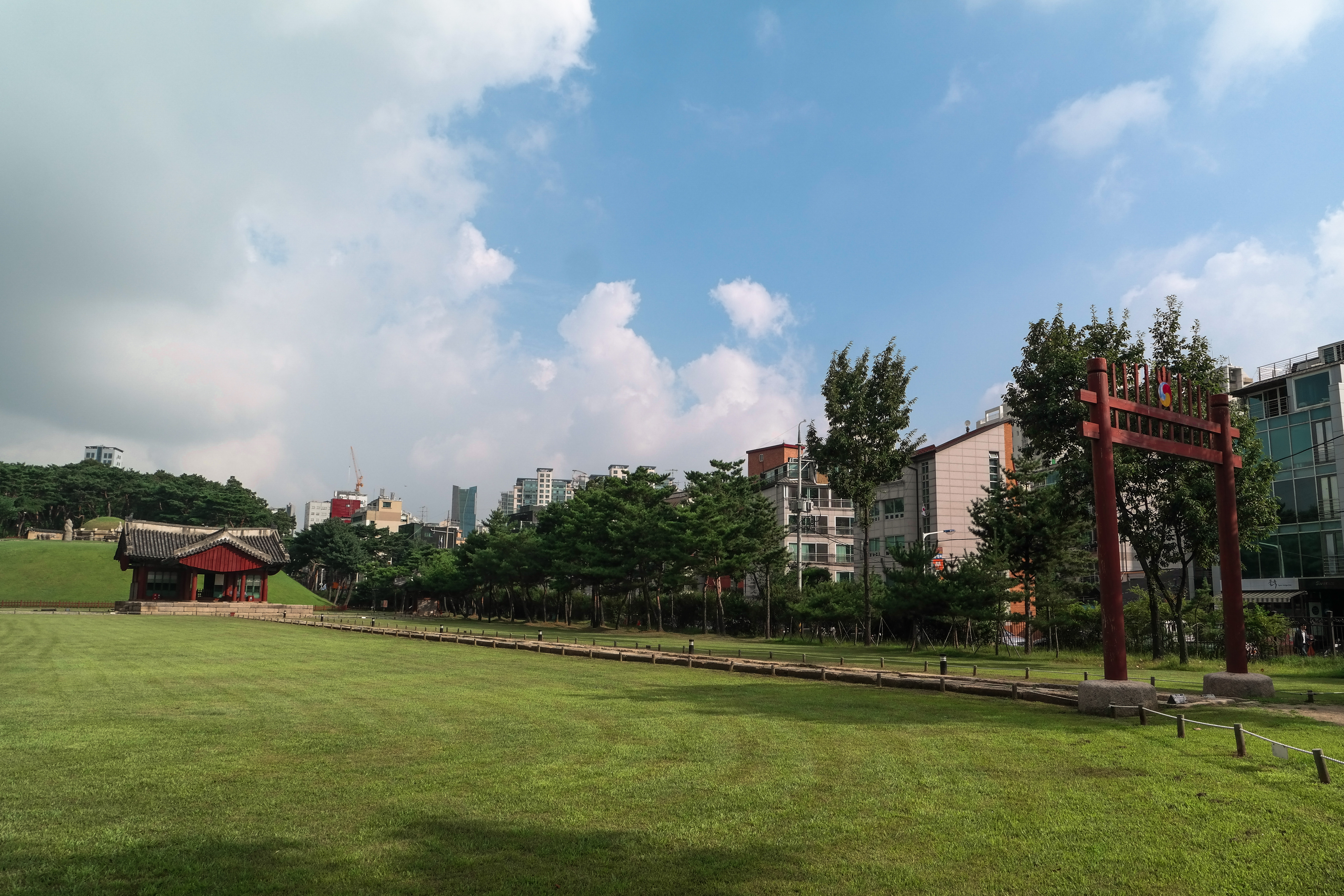
Die Gräber Seolleung und Jeongneung